# 名古屋市交通局名港工場
座標: 北緯35度6分2.2秒 東経136度52分43.1秒 / 北緯35.100611度 東経136.878639度

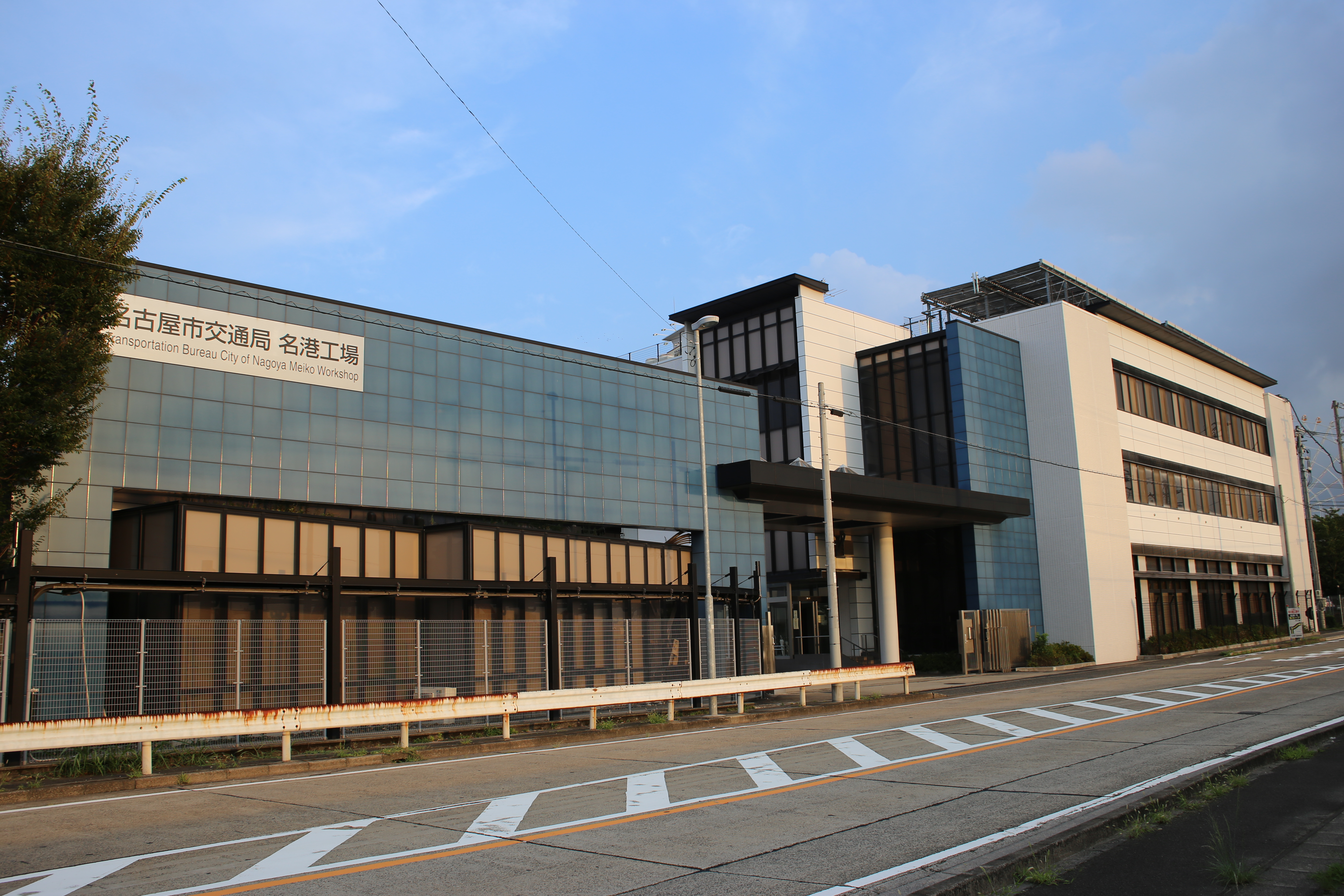
名港工場（2016年8月）

名港工場（めいこうこうじょう）は、愛知県名古屋市港区熱田前新田字中川東にある名古屋市交通局の車両工場（車両基地）である。
名古屋市営地下鉄名港線・名城線の車両基地として使用され、工場への引き込み線は名港線名古屋港駅に繋がっている。工場の敷地は中川運河とJR貨物名古屋港線の名古屋港駅に挟まれている。工場は名港線築地口駅のやや北西に位置しており、名古屋港駅ではなく同駅が最寄り。

## 概要
名城線・名港線の車両（2000形）の日常検査・月検査・列車検査・重要部検査・全般検査や修理、改造工事を行っている。
前身は、金山 - 名古屋港間の開業にあわせて1971年（昭和46年）3月29日に新設された名港車庫である。国鉄から中川運河沿いの用地を買収して建設された。名港車庫では、車両留置と1か月検査以下の検査を行っていた。
1999年（平成11年）に大幸車庫が新設され留置スペースに余裕ができたことから、車両工場が建設され、2004年（平成16年）10月1日に名港工場に改称した。名港工場新設に伴って、それまで名城線の工場機能を有していた名城工場は廃止された。
通常市バス車両は当工場の敷地内には乗り入れないが、2019年（令和元年）の名古屋港みなと祭開催時は港区役所回転場（名古屋市営バス港明営業所）が手狭になったため待機場所として臨時に乗り入れた。